# Jonathan Roufosse
Jonathan Roufosse (né le 10 avril 1985 à Vitry-sur-Seine) est un joueur de football professionnel français.

## Biographie
Roufosse intègre Le Havre AC en 2001 à l'âge de 16 ans. Bien qu'il figure dans la liste des professionnels, il n'y joue aucun match au haut niveau pendant ces cinq ans. Transféré à Louhans-Cuiseaux, il joue dans le championnat de National trois saisons.
Recruté par le club d'Evian en 2009/2010, il fait partie de l'effectif qui permet au club de monter en Ligue 2.
Il "découvre" le haut niveau en rentrant dans les arrêts de jeu du match contre le FC Metz à la place de Guillaume Lacour. Il est titulaire contre le Vannes OC, l'équipe assomme le club 4-0 et Roufosse délivre deux passes décisives à Youssef Adnane et Nicolas Farina. Il fait une troisième passe à Kévin Bérigaud contre Châteauroux. Cette année se concrétise par un titre de champion de Ligue 2.
Après un court passage à l'AS Cannes, il signe à l'AC Arles-Avignon le 9 janvier 2012 avant d'être prêté en janvier 2013 au Paris FC, alors en difficulté en National.

## Palmarès
- Champion de Ligue 2 en 2011 avec l'ETGFC
- Champion de National en 2010 avec l'ETGFC